# 에일리언 비키니
"에일리언 비키니"는 2011년에 개봉한 대한민국의 영화이다.

## 캐스팅
- 영건 : 영건 / 아버지 / 아들 / 어린시절 역
- 하은정 : 하모니카 역
- 서병철 : 요원 서 역
- 최영조 : 요원 최 역
- 조훈영 : 요원 조 역
- 현태 : 김 박사 역 역 (특별출연)
- 김상민 : 본부장 역 (특별출연)